# 大阪大学大学院国際公共政策研究科
大阪大学大学院国際公共政策研究科（おおさかだいがくだいがくいんこくさいこうきょうせいさくけんきゅうか、英語: Osaka School of International Public Policy (OSIPP)）は、大阪大学大学院に設置される独立研究科（公共政策大学院）である。
国際公共政策専攻と比較公共政策専攻の2専攻が設置されている。

## 沿革
- 1994年 - 法学部、経済学部、教養部、大阪大学社会経済研究所が共同して大学院国際公共政策研究科を設立[1]。
- 2008年 - 大阪外国語大学との統合により、法学部に国際公共政策学科を設置する[1]。

## 著名な出身者
- 近藤順茂 - 元日本リテールファンド執行役員、元東京工科大学教授
- 中林美恵子 - 元衆議院議員、早稲田大学教授
- 目加田説子 - 元フジテレビジョン記者、中央大学教授
- 脇浜紀子 - 元讀賣テレビ放送プロデューサー、京都産業大学教授
- 北川秀樹 - 法学者、龍谷大学名誉教授

## 博士号取得者
- 星野俊也 - 国連大使、元大阪大学副学長
- 西村篤子 - 元駐ルクセンブルク大使、元東北大学教授
- 浅井澄子 - 情報産業論、明治大学教授、公益事業学会賞、大川出版賞
- 小塩隆士 - 経済学、一橋大学教授、日経・経済図書文化賞
- 櫻田大造 - 政治学、関西学院大学教授
- テヴィタ・スカ・マンギシ - 駐日トンガ大使